# Salipyrin
Salipyrin [C11H13N2O]+[C7H5O3]− ist ein Salz der Salicylsäure mit einem Phenazonium-Kation (Antipyrin). Salipyrin ist ein farb- und geruchloses kristallines Pulver, mit nicht unangenehmem, herb säuerlichem Geschmack. Die Substanz ist nur wenig (0,4 g/l) löslich in Wasser, leicht löslich in Ethanol und Benzol. Salipyrin schmilzt bei 91–92 °C. Es wirkt stark antiseptisch, bei fieberhaften Krankheiten, akutem und chronischem Gelenkrheumatismus wie eine Mischung aus Antipyrin und Salicylsäure.